# Piaski (Kielce)

Dzielnice i osiedla Kielc. Piaski są oznaczone na mapie numerem 7

Piaski – północna, przemysłowa część Kielc, granicząca:
- od zachodu – ze Skrzetlami,
- od wschodu – z Siejami oraz rzeką Silnicą,
- od północy – z lasami zagnańskimi,
- od południa – z Głęboczką.

Przechodzi tędy ulica Zagnańska prowadząca do Zagnańska. Na Piaskach znajduje się największy, częściowo sztucznie wykopany Zalew Kielecki, oddany do użytku w 1957. Jest to dzielnica przemysłowa – znajduje się tu chłodnia przetwarzająca owoce, zakłady Chemar, duży sklep meblowy i budowlany oraz cmentarz i areszt śledczy. Przez Piaski przebiega linia kolejowa prowadząca z Krakowa do Warszawy oraz w pobliżu dwujezdniowa droga krajowa nr 74 Sulejów-Zosin (ul. Łódzka). W pobliżu ulicy Łódzkiej zlokalizowana jest stacja kolejowa Kielce Piaski. Główne ulice: Zagnańska, Witosa (niewielki odcinek ulicy). Pozostałe ulice: Peryferyjna, Magazynowa, Piwowarska, Węgle, Piaski Małe, Piaski Nad Rzeką, a według niektórych źródeł również ul. Topolowa i fragment ul. Jesionowej stanowiący dawniej ulicę Łączną.
Piaski są obsługiwane przez następujące linie komunikacji miejskiej: 4, 23, 33, 36, 103, 104, 112.

## Ważniejsze obiekty
- Wojewódzki Urząd Pracy (ul. Witosa)[9],
- Izba skarbowa (ul. Witosa)[10],
- Świętokrzyska Szkoła Wyższa (ul. Zagnańska)[6],
- Wyższa Szkoła Handlowa im. Bolesława Markowskiego (ul. Peryferyjna)[6],
- Wydawnictwo MAC Edukacja (ul. Witosa).

## Turystyka
Przez obrzeża Piasków przebiegają:
- ścieżka rowerowa – wokół Zalewu i dalej wzdłuż ul. Piaski nad Rzeką do ul. Witosa,
- rowerowy szlak architektury obronnej Kielce-Opatów-Sandomierz-Chęciny-Końskie – od zakończenia ścieżki rowerowej, ulicą Witosa w kierunku Dąbrowy[11].

## Historia
Historia Piasków jest w pewien sposób związana z hutą miedzi i ołowiu w Niewachlowie, która w końcu XVIII wieku przeżywała drugą młodość. W 1782 r. Komisja Kruszcowa w Warszawie zachęciła króla Stanisława Augusta do wzięcia Miedzianej Góry w 40-letnią dzierżawę. Sprowadzono fachowców z zagranicy, kupiono maszyny. Kielce wróciły do gry jako siedziba przemysłu górniczo-hutniczego, a nieodległy folwark na Piaskach stał się dostarczycielem siły roboczej – powstało osiedle wyrobnicze.
Piaski zostały przyłączone do miasta w 1930 r. ale już w 1864 r. ich ówczesny właściciel Gołębiowski stwierdzał, że "mimo oddalenia od miasta posiadłość jego – podobnie jak i osada wiejska Głęboczka, a także Krzetle i Sieje, 'których nazwy od dawnych właścicieli pochodzące' oznaczają grunty przynależne do przedmieścia Piaski – powinna należeć do Kielc." Władysław Gołębiowski był rotmistrzem. Mieszkał w domu o numerze policyjnym 414 "przy drodze do lasu".
Kolejnym właścicielem Folwarku Piaski został Henryk Salomon Nowak – przedsiębiorca z Łodzi, który dorobił się majątku na dostawach dla kolei. Do Kielc przybył w 1868 i zakupił pod miastem folwark Głęboczka oraz znaczny pas ziemi na zachód od rzeki Dąbrówki (zwanej obecnie Silnicą). Tereny te stały się wkrótce, bo już w 1885 r., najbliższym sąsiedztwem linii kolejowej przebiegającej przez Kielce. Na sąsiadującej z Piaskami Głęboczce Nowak wybudował w latach 1890-1891 dwa tartaki i składy drewna.. Z kolei w majątku Piaski spędzała lato żona z małymi synami. 
Nowak był jednym z najbogatszych kielczan na początku XX w. Jego majątek oceniano na ponad 5 ton dukatowego złota. Przed 1914 rokiem Nowak był właścicielem (...) czterdziestu kilku nieruchomości w Kielcach. Wśród nich były dwie ziemskie posiadłości: dwustumorgowe Piaski i pięćsetmorgowy Czarnów. . Ogromny majątek i jeszcze większa oszczędność Nowaka stały się przyczyną jego śmierci. Kiedy w 1915 r. Kielce przechodziły z rąk do rąk zajmowane kolejno przez legionistów Piłsudskiego, Austriaków, Niemców i Rosjan, ci ostatni chcieli wyłudzić łapówki od najbogatszych mieszkańców. Pod (absurdalnym) zarzutem sprzyjania Piłsudskiemu aresztowany został między innymi Nowak. Mógł się wykupić za 5 tysięcy rubli, co przy jego majątku obliczanym na 5 milionów rubli nie było największym problemem. Bardzo oszczędny Nowak odmówił jednak zapłaty tej kwoty i zaproponował 500 rubli. To było za mało, wobec czego został wywieziony w głąb Rosji, gdzie wkrótce zmarł na tyfus. Odrobinę więcej szczęścia miał aresztowany z Nowakiem jego brat Jakub, który co prawda wrócił z wywózki w 1917 r. ale mocno schorowany zmarł w 1918 r.. 
Majątek odziedziczyła żona Maria oraz synowie Jerzy i Stefan. Stefan zginął w getcie warszawskim. Jerzy przeżył wojnę. Jako znany kierowca wyścigowy, w chwili wybuchu wojny startował w rajdzie we Francji. Wstąpił do wojska, walczył u generała Maczka. Jeszcze w 2000 r. mieszkał w Warszawie.
W okresie od 13 grudnia 1981 do 31 grudnia 1982 w tutejszym areszcie śledczym funkcjonował ośrodek internowania, w którym umieszczano osoby z terenu regionu świętokrzyskiego oraz województwa radomskiego. Łącznie w różnych okresach w ośrodku przebywało 895 osób, a największa liczba internowanych przebywała w nim w grudniu 1981 (303-368 osób). W ośrodku miało miejsce kilka akcji protestacyjnych i głodówek, wydawano w nim niezależne pisma (m.in. „Krata”), znaczki i koperty poczty obozowej i inne materiały poligraficzne.